# Стоянов, Ангел
Ангел Методиев Стоянов (болг. Ангел Методиев Стоянов; род. 28 января 1967, София) — болгарский боксёр, представитель полусредней и первой средней весовых категорий. Выступал за сборную Болгарии по боксу в период 1985—1991 годов, бронзовый призёр чемпионата Европы, победитель и призёр многих турниров международного значения, участник летних Олимпийских игр в Сеуле.

## Биография
Ангел Стоянов родился 28 января 1967 года в Софии, Болгария. Проходил подготовку в столичном боксёрском клубе «Левски».
Впервые заявил о себе на международной арене в сезоне 1985 года, когда вошёл в состав болгарской национальной сборной и одержал победу в зачёте полусредней весовой категории на чемпионате мира среди юниоров в Бухаресте — сумел выиграть здесь у таких именитых боксёров как Кеннет Гулд и Хуан Карлос Лемус в полуфинале и финале соответственно.
В 1986 году стал серебряным призёром международного турнира «Золотой пояс» в Румынии. Получил серебро на домашнем международном турнире «Странджа» в Софии, уступив в решающем финальном поединке кубинцу Канделарио Дуверхелю. Выступил на чемпионате мира в Рино, где уже на предварительном этапе полусреднего веса был остановлен венесуэльцем Карлосом Маркано.
В 1987 году был лучшим на чемпионате Болгарии, стал серебряным призёром международного турнира в Стокгольме, проиграв в финале советскому боксёру Виктору Егорову, взял бронзу на турнире «Трофео Италия» в Венеции, победил на турнире «Ринг Софии». Побывал на чемпионате Европы в Турине, откуда привёз награду бронзового достоинства — на стадии полуфиналов был побеждён представителем СССР Василием Шишовым.
Благодаря череде удачных выступлений удостоился права защищать честь страны на летних Олимпийских играх 1988 года в Сеуле, однако в первом же поединке категории до 71 кг встретился с немцем Торстеном Шмитцем и потерпел поражение со счётом 2:3, сразу же выбыв из борьбы за медали.
После сеульской Олимпиады Стоянов ещё в течение некоторого времени оставался в составе боксёрской команды Болгарии и продолжал принимать участие в крупнейших международных турнирах. Так, в 1989 году он добавил в послужной список бронзовую медаль, выигранную на «Страндже» в первой средней весовой категории.
В 1991 году представлял страну на европейском первенстве в Гётеборге — в 1/8 финала вновь встретился с Торстеном Шмитцем и снова уступил ему по очкам.